# Michaela Vostalová
Michaela Vostalová, roz. Hasíková (* 29. října 1983) je česká fotografka, která se věnuje portrétům, sociálnímu dokumentu a ilustraci knih. Do povědomí se dostala jako zakladatelka oceněného projektu Fotíme bez bariér. Od léta 2023 sdružuje v Třebíči fotografky a fotografy s mentálním a kombinovaným hendikepem.

## Vzdělání
V letech 2005–⁠⁠⁠⁠⁠⁠2009 studovala na Institutu tvůrčí fotografie na Filozoficko-přírodovědecké fakultě Slezské univerzity v Opavě. Pro přijímací zkoušky ji na Fotoškole Brno připravoval Evžen Sobek.

## Kariéra
Působila jako fotografka Třebíčského deníku, externí fotografka ČTK a také Hospodářských novin v Praze, kde pro magazín Víkend HN připravila např. portréty spisovatelky Petry Soukupové, nakladatele Joachima Dvořáka nebo herce Václava Neužila.
K založení fotokroužku pro lidi s mentálním a kombinovaným postižením se rozhodla po smrti své matky, která byla v Třebíči neuroložkou a ve své praxi se věnovala hendikepovaným.„Je zřejmé, že pokud věnujeme lidem s postižením pozornost a úctu, jsou schopni tvořit stejně jako my všichni. Naopak, jejich vidění světa je bezprostřední, bez tlaku na výkon.“ 
Se svými klienty z denních stacionářů získali např. možnost fotografovat koncert Tata Bojs na festivalu Zámostí (2024), výstavu kreslíře Štěpána Mareše v Brtnici nebo v ateliéru sochaře Sebastiana Wojnara.
Město Třebíč si do své fotobanky objednalo v roce 2024 od hendikepovaných fotografů snímky baziliky sv. Prokopa, Zadní synagogy, vodojem na Kostelíčku nebo, Libušino údolí.
Horácké noviny, list západní Moravy, pak přinesly medailonky se snímky některých z klientů kroužku Fotíme bez bariér v sérii článků nazvaných Galerie bez bariér.
V Londýně v roce 2022 fotografovala sochy na veřejném prostranství i ze soukromé sbírky sochaře královské rodiny Franty Bělského a taktéž sochařky Ireny Sedlecké pro knihu Portrétoval anglickou královnu (Argo, 2023).

### Výstavy
Pro pořádání fotografických výstav využívá primárně prostor tzv. pop-up galerie v bývalé dlouholeté třebíčské prodejně elektrospotřebičů. Tu založila v roce 2023, kdy prezentovala první práce s hendikepovanými fotografy a fotografkami. „Oficiální název není. Z bývalé prodejny elektrospotřebičů je vytvořena pop up galerie, spíš jde tedy o koncept. Cílem je přinést umění tam, kde by ho nikdo nečekal." uvedla Vostalová.
Dokumentární fotograf Jindřich Štreit patřil po boku Pavla Křečka, Jany Mašterové, Soni Procházkové a členů spolku Fotíme bez bariér mezi tvůrce, kteří byli na podzim roku 2024 součástí výstavy Vztahy uspořádané v pop up fotogalerii v Hálkově 5.
Jejím kurátorem byl fotograf a vysokoškolský pedagog Roman Franc, který v letech 2008–⁠⁠⁠⁠⁠⁠⁠⁠⁠⁠⁠⁠⁠⁠2011 působil jako fotograf Kanceláře prezidenta republiky Václava Havla v Praze.
V roce 2024 Fotíme bez bariér pod jejím vedením uspořádalo na deset samostatných výstav po kraji Vysočina, včetně klášteru Želiv, jihlavské galerii MB24, prostorách Nemocnice Třebíč či Městské knihovně v Třebíči.

### Ocenění
Na 16. ročníku fotosoutěže Můj svět zvítězila v kategorii Můj charitativní svět a 1. místo i další ocenění pak dostali taky členové jejího fotokroužku. Na 17. ročníku pak její klienti získali dalších šest ocenění.
V roce 2023 byl její projekt nominovaný na Počin roku kraje Vysočina ve zdravotní kategorii.
Spolek Fotíme bez bariér pod jejím vedením taktéž připravil fotografie pro obálky firemního časopisu Frenkišák a 56 snímků od klientů a 13 od Vostalové do výroční zprávy nadnárodní firmy Fränkische CZ, která i díky tomu obdržela Zvláštní cenu pro zprávu o společenské odpovědnosti v žebříčku 100 Nejvýznamnějších firem České republiky Czech Top 100.